# Mystus vittatus
Mystus vittatus — вид риб з роду Mystus родини Bagridae ряду сомоподібні. Інші назви «індійський смугастий мистус», «мистус кобальтовий».

## Опис
Загальна довжина сягає 21 см (в акваріумі — 10—12 см). Спостерігається статевий диморфізм: самиця більша за самця, останній стрункіший. Голова широка, коротка. Очі середнього розміру. Рот помірно широкий. Є 4 пари вусів, з яких найдовшими є верхньощелепні. Тулуб витягнутий, трохи сплощений. Скелет складається з 31—37 хребців. Спинний плавець складається з 1 жорсткого (зазубрений з внутрішнього краю) та 6—7 м'яких променів. Жировий плавець невеличкий, просвічується. Грудні й черевні плавці невеличкі. Анальний плавець складається з 12—13 м'яких променів. Хвостовий плавець сильно роздвоєно, верхня лопать дещо більша за нижню, кінці в обох лопатях трохи загострено.
З віком декілька разів змінює забарвлення. Основний фон сріблясто-сірий, спина — синьо-сиза з рожево-фіолетовими відтінками. Уздовж кожного боку тягнуться по 2 вузькі смужки блідо-блакитного кольору. На зябровій кришці є темна пляма.

## Спосіб життя

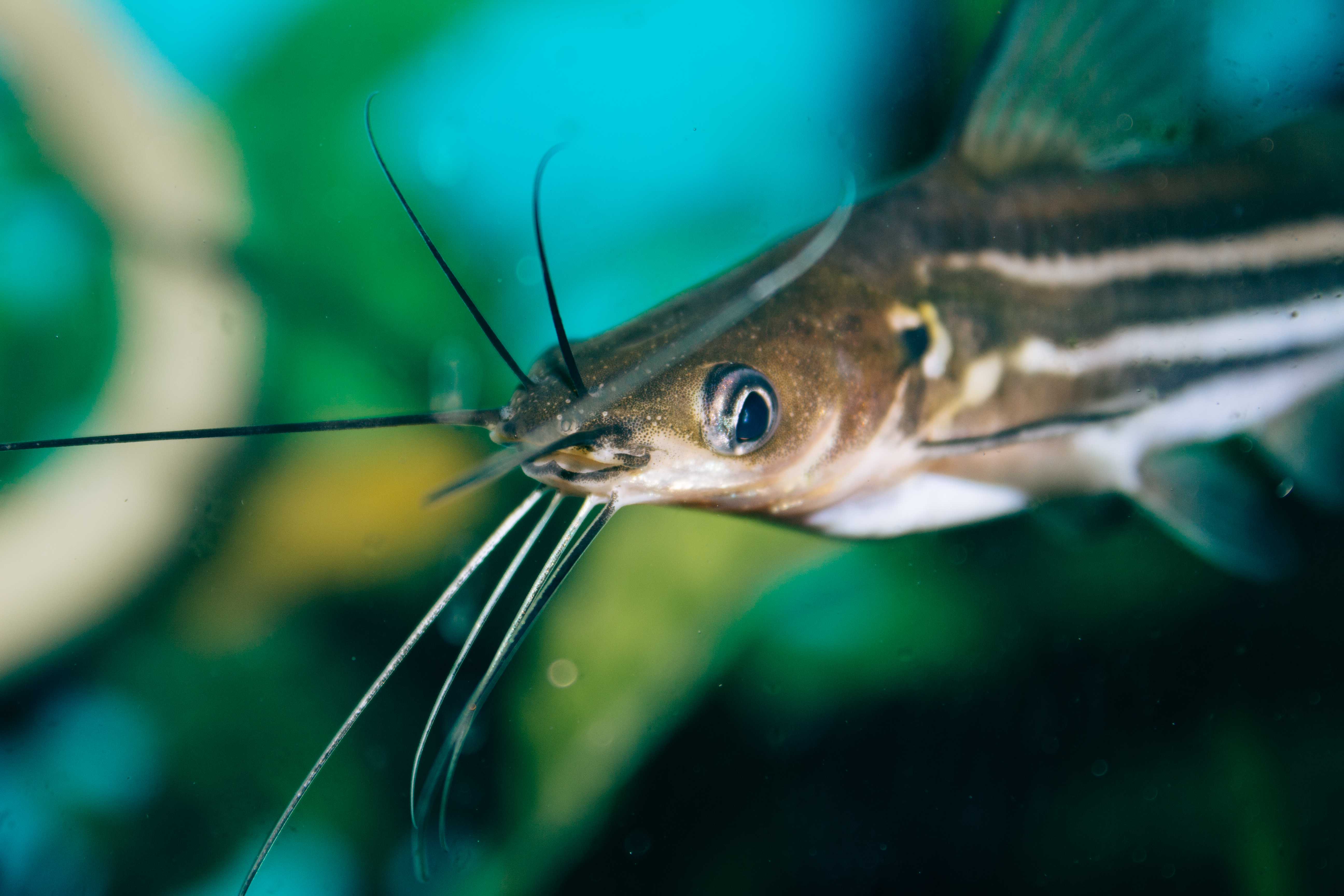
Mystus vittatus в акваріумі

Зустрічається у швидких річкових перекатах, озерах й ставках, що заросли рослинністю. Вдень ховається в серед корчів, у печерках із каміння, рештки деревини. Активний уночі. Живиться дрібною рибою, креветками, молюсками, комахами, водоростями.
Самець під час нересту за допомогою грудних плавців видає поскрипування. Самиця відкладає ікру в укриттях. Через місяць досягає 2,5—3 см.
Тривалість життя становить 5 років.

## Розповсюдження
Мешкає у водоймах Пакистану, Індії, Шрі-Ланки, Непалу, Бангладеш, Бутану. Також є окремі випадки в М'янмі й Лаосі.